# Project Stealth Fighter
Project Stealth Fighter est un jeu vidéo de simulation de vol de combat conçu par Jim Synoski et Arnold Hendrick et publié par MicroProse en 1987 sur Commodore 64 et ZX Spectrum. Le joueur y pilote un avion de chasse fictif de l’armée des Etats-Unis au cours de missions se déroulant en Libye, dans le golfe Persique, en Norvège et en Europe centrale dans le contexte de la guerre froide. Encensé par la presse spécialisée,, le jeu a bénéficié d’un remake - baptisé F-19 Stealth Fighter - sur ordinateur 8-bit, conçu par Sid Meier et Andy Hollis et publié par MicroProse en 1988 sur IBM PC puis porté en 1990 sur Amiga et Atari ST. 

## Accueil
| Project Stealth Fighter |      |       |
| Média                   | Pays | Notes |
| ACE                     | RU   | 86 %  |
| The Games Machine       | RU   | 93 %  |